# Шостак, Константин Дмитриевич
Константин Дмитриевич Шостак (род. 28 марта 2000, Минск) — белорусский и российский хоккеист, вратарь.

## Биография
С пяти лет стал заниматься в хоккейной секции спортшколы «Юность» Минск. Окончил школу в 16 лет и перешёл в школу подольского «Витязя» из России. Выпустившись через год оттуда, отправился в систему череповецкой «Северстали». В сезонах 2017/18 — 2019/20 играл за команду МХЛ «Алмаз». В декабре 2019 года дебютировал в КХЛ, проведя два гостевых матча — в игре против СКА (3:4 ОТ) отстоял всю встречу; в игре против «Динамо» Москва (1:8) при счёте 1:4 заменил Рафаэля Хакимова. Также играл за аффилированную команду ВХЛ «Молот-Прикамье» Пермь (2019/20 — 2020/21). В сезоне 2020/21 провёл за «Северсталь» три матча, в следующем — 13 и 26 ноября 2021 года перешёл в клуб чемпионата Финляндии ЮП. 1 июня 2022 года был отдан в годичную аренду из «Северстали» в "Динамо Минск.
Младший брат Ян также хоккейный вратарь.
В апреле 2025 года Шостак продлил контракт с «Северсталью» на сезон-2025/26.